# Ostanglisches Englisch

East Anglia (Ostanglien) innerhalb Englands

Ostanglisches Englisch (standard-engl. East Anglian English) ist ein Dialekt des Englischen, der traditionell in der historischen Landschaft East Anglia (Ostanglien) gesprochen wird. Da dieser östlichste Teil des heutigen England im Frühmittelalter von den Angeln besiedelt wurde und deren Name der heutigen Bezeichnung English zugrunde liegt (vgl. ags. Ænglisc), kann das Gebiet in dieser Hinsicht als ältestes ‚englisch‘-sprachiges Gebiet überhaupt betrachtet werden.
Heutzutage ist das ostanglische Sprachgebiet wesentlich kleiner als noch vor zweihundert Jahren, da sich von Südwesten her der Einfluss des Großraums London immer stärker bemerkbar gemacht hat. Schon in den 1820er Jahren machte man sich daher Sorgen über einen Verfall des Dialekts durch zunehmende Mobilität, Bildung und Migration. Heute noch gesprochen wird es in den Grafschaften Norfolk und Suffolk sowie im Nordosten von Essex, ausgenommen allerdings die Marschengebiete im Westen, die Fenlands. Dies entspricht etwa dem Einzugsbereich der Stadt Norwich, bis zur industriellen Revolution eine der größten Städte ganz Englands. Ostanglisch hat wesentlich zur Ausbildung des britischen Standard-Englisch wie auch des Amerikanischen beigetragen. Der renommierte Linguist Peter Trudgill, selbst geboren in Norwich, hat sich intensiv mit der Mundart seiner Heimat Norfolk befasst und ist Mitglied der Freundeskreises Friends of Norfolk Dialect.

## Grammatische Eigenheiten
Zu den Besonderheiten, die das Ostanglische traditionelle vom Standard scheiden, gehören u. a. folgenden Eigenschaften:
- Gebrauch von do als Konjunktion i. S. v. ‚oder, sonst‘, z. B. „You better go to bed now, do you’ll be tired in the morning.“ Ähnlicher Gebrauch ist für die 1920er Jahre auch aus der Umgangssprache von Weißen im östlichen North Carolina belegt.
- Gebrauch von time als Konjunktion wie while i. S. v. ‚während‘, z. B. “Sit you down time I get the dinner ready.”
- Gebrauch von that anstatt it für unpersönliche Subjekte, z. B. „That’s raining“, nicht jedoch für entsprechende Objekte
- Imperative mit nachgestelltem Pronomen, z. B. „Go you on!“
- Verlust des –(e)s der 3.-Person-Singular-Präsens der Verben, damit der letzten gebräuchlichen Personalendung überhaupt, z. B. „He like her very much.“ Geht angeblich auf einen starken Einstrom protestantischer Flüchtlinge aus den Niederlanden im 16. Jahrhundert und deren unzureichend erlerntes Englisch zurück.

## Eigenheiten im Wortschatz
In der ostanglischen Mundart spiegeln sich verschiedene Einflüsse auf die Regionalgeschichte wider. Einige Beispiele seien genannt.
Verschiedene Begriffe werden auf den Einfluss oben erwähnter niederländischer Flüchtlinge zurückgeführt:
- Als plain (statt standard-englischem square) benannte öffentliche Plätze in Städten (vgl. ndl. plein), z. B. der Bank Plain oder der St. Mary’s Plain in Norwich
- Für ‚Wischlappen, Feudel, u. ä.‘ wird dwile verwendet (vgl. ndl. dweil)
- Für ‚fegen‘ das dem deutschen Wort verwandte to fye out (vgl. ndl. vegen) statt des Standards to sweep
- Für ‚Geschwür, Pickel‘ wird push (vgl. ndl. puist) statt pimple o. ä. verwendet

Andere Wörter werden auf die dänische Herrschaft im Frühmittelalter zurückgeführt.
- Der freie Platz vor der Kathedrale von Norwich ist als Tombland bekannt, allerdings nicht wegen eventueller Gräber (tomb), sondern als ‚Leere‘ (vgl. dän. tom ‚leer‘).
- Für ‚Landungsbrücke‘ staithe (vgl. anord. stödh)
- Für ‚(Morgen-)Tau‘ dag (vgl. schwed. dagg und dän. dug) statt standard-englisch dew
- Für ‚Taube‘ dow (vgl. schwed. dua) anstatt dove
- Für ‚Graben‘ grup anstatt (small) trench
- Für ‚Rachen‘ stroop anstatt throat

Weitere Mundartbegriffe sind aus dem Angelsächsischen ererbt, z. B.:
- Für ‚Teich‘ pit anstatt pond
- Für ‚Spitzmaus‘ ranny anstatt shrew
- Für ‚Stake (Fortbewegung)‘ quant anstatt (punt) pole
- Für ‚Holzlaus‘ sowpig anstatt woodlouse
- Für ‚Mädchen, junge Frau‘ mawther statt girl
- Für ‚Vogelscheuche‘ mawkin anstatt scarecrow
- Für ‚Esel‘ dickey anstatt donkey
- Für ‚Dünen (koll.)‘ dene
- Für ‚Hummel‘ Bishybarnybee anstatt bumblebee, angeblich nach Bischof Edmund Bonner, der als Pfarrer im Norfolk’schen diente und sich dort unter Maria Stuart einen Ruf als fanatischer Protestantenfeind zuzog

## Aussprache-Eigenheiten
Der ostanglische Akzent ist deutlich von anderen englischen unterscheidbar (zu den Grundlagen vgl. englische Phonologie), allerdings außerhalb der Region auch bei Englisch-Muttersprachlern nicht sonderlich bekannt, sodass er von Schauspielern des Öfteren mit dem West-Country-Dialekt verwechselt wird, zum Ärger der Einheimischen. Kennzeichnend sind u. a.:
- Zusammenfall von unbetontem /ɪ/ mit Schwa /ə/. Dies ist besonders aus dem australischen und neuseeländischen Englisch bekannt und könnte hier seinen Ursprung haben.
- Verlust von /h/, in der engländischen Umgangssprache weitverbreitet (sog. h-dropping), betrifft klassischerweise nicht den ländlichen Raum, aber die größeren Städte Ipswich und Norwich.
- Aussprache von standard-englisch /ʊə/ (wie in surely) als /ɜː/ (wie in Shirley).
- Bei älteren Sprechern auch Aussprache von standard-englisch /əʊ/ (wie in boat) als /ʊ/ (wie in foot). Auch in den Dialekten Neuenglands zu finden und wohl von der puritanischen Einwanderung aus Ostanglien beeinflusst.

## Belege
1. ↑  Norfolk Insight (Demography Overview). Abgerufen am 11. März 2016 (englisch).
2. ↑  Suffolk Observatory (District populations). Archiviert vom Original (nicht mehr online verfügbar) am 17. März 2016; abgerufen am 11. März 2016 (englisch).  Info: Der Archivlink wurde automatisch eingesetzt und noch nicht geprüft. Bitte prüfe Original- und Archivlink gemäß Anleitung und entferne dann diesen Hinweis.
3. 1 2 3 4  East Anglian English. In: Oxford English Dictionary. Archiviert vom Original (nicht mehr online verfügbar) am 26. Juli 2013; abgerufen am 11. März 2016 (englisch).  Info: Der Archivlink wurde automatisch eingesetzt und noch nicht geprüft. Bitte prüfe Original- und Archivlink gemäß Anleitung und entferne dann diesen Hinweis.
4. ↑  A history of FOND. Abgerufen am 11. März 2016 (englisch).